# Lasse Virén
Lasse Artturi Virén (* 22. července 1949, Myrskylä) je bývalý finský atlet a běžec na střední a dlouhé tratě, čtyřnásobný olympijský vítěz Olympiády 1972 a 1976. Díky Virénovým běžeckým úspěchům opět vešel ve známost pojem Létající Finové, kterým byli označováni nejúspěšnější běžci dvacátých let 20. století Hannes Kolehmainen, Paavo Nurmi a Ville Ritola. Byl zvolen za Finského sportovce roku z let 1972 a 1976. V letech 1999 - 2007 a 2010 - 2011 zastával funkci člena ve Finském parlamentu.

## Životopis

### Raná kariéra
Virén zahájil svoji sportovní kariéru na Univerzitě Brighama Younga v Provo ve Spojených státech amerických, kde se jako člen univerzitního týmu zúčastnil přespolního běhu. Poté se vrátil zpět do rodného Finska. V roce 1971 se účastnil mistrovství Evropy, kde však předvedl v porovnání se svými kvalitami podprůměrný výkon a z finské výpravy vyšel vítězně jeho krajan Juha Väätäien, který vyhrál jak závod v běhu na 5000 m, tak i na 10 000 m. Virén se v běhu na 5000 m umístil na sedmé pozici a v běhu na 10 000 m dokonce až na 17. místě. Podle konstatování samotného Viréna a jeho trenéra Rolfa Haikkoly by mohlo Mistrovství dopadnout mnohem lépe, pokud by Virén už v přípravě před závodem dělal „cvičení naprostého vyčerpání“ ("emptying exercise"), a kdyby jej ostatní běžci v náběhu do posledního kola v závodě na 5000 m nesrazili až téměř na zem. Dle tvrzení Virénova trenéra se jeho svěřenec rozhodl tato cvičení nedělat, což zhodnotil jako špatné rozhodnutí, které vyústilo ve špatné umístění na mistrovství Evropy. Takzvaná „cvičení naprostého vyčerpání“ jsou cvičení, která provádí zejména vrcholní sportovci a účelem těchto cvičení je přivést tělo do naprostého vyčerpání, díky kterému si vytvářejí větší energetické zásoby a mohou tedy opakovat krajní sportovní výkony. Krátce po mistrovství Evropy 1971 Virén překonal Väätäinenův nový finský rekord v běhu na 5000 m.
Virén měl velice tvrdý tréninkový program v Keni v oblasti Thomsonových vodopádů, díky kterému byl schopen vytvořit nový světový rekord v běhu na 2 míle a zvítězit nad Velkou Británií a Španělskem na atletickém mítinku v Helsinkách v létě 1972. Na Olympijské hry 1972 v Mnichově vstoupil jako černý kůň, tj. že nebyl považován za favorita.

### Olympijské hry 1972 v Mnichově
Na Olympiádě 1972 v Mnichově se Virénovi podařilo zvítězit jak v běhu na 5000 m tak i v běhu na 10 000 m. V závodě v běhu na 10 000 m Virén dokonale využil své kvality a na této distanci nastolil nový světový rekord, a to i přesto že ve dvanáctém kole narazil do Emiela Putttemanse a upadl na zem. O Virénovu nohu ještě zakopl Mohamed Gammoudi a také upadl na zem. Během 150 m byl Virén schopen doběhnout vedoucí skupinku běžců, za kterou zaostával o pouhých 20 m. Ve zbývajících 600 m do cíle Virén nastolil nevídané tempo, kterým dokonale setřásl všechny své soupeře až na Puttermanse, který byl jako jediný ze soupeřů schopen snést toto závratné zrychlení. Lasse Virén zvítězil nad Puttermansem a doběhl v čase 27:38,4 (tento čas je dosud platným rekordem pro Olympiastadion).
V závodě v běhu na 5000 m konaného týden po 10 000 m se Virén na posledních čtyřech velice svižných kolech držel v čele se Stevem Prefontainem, Gammoudim, Puttermansem a Ianem Stewartem. Ve zbývajících 120 m do cíle Virén navýšil své tempo a sprintem předběhl Gammoudiho, nad kterým zvítězil o jednu vteřinu v čase 13:26,4 s. O čtyři dny později i navzdory chladnu, mokru a silnému větru panujícím na Helsinkém olympijském stadionu Virén dokázal zaběhnout nový světový rekord na 5000m distanci v čase 13:16,4 s. V dalších šesti dnech však tento rekord překonal Brit Puttermans, který stávající rekord snížil o tři vteřiny. 
Virén se v této době stal teprve čtvrtým běžcem na světě, kterému se podařilo zvítězit jak v běhu na 5000 m, tak i v běhu na 10 000 m. Mezi tyto atlety patří Hannes Kolehmainen (1912), Emil Zátopek (1952) a Vladimir Kuc (1956) a mezi jejich následovníky se řadí Miruts Yifter (1980), Kenenisa Bekele (2008) a Mo Farah (2012 a 2016). Ve skutečnosti však pouze Kolehmainen, Virén a Yifer se museli probojovat přes kvalifikační kolo, aby byli puštěni do finále.
Virénova vítězství na tratích 10 000 m a 5000 m vzbudila všeobecně malou pozornost. Jedna ze zajímavostí Virénovy taktiky je, že se v každém oblouku (zatáčce) na atletickém oválu snažil co nejvíce natěsnit na jeho vnitřní okraj, díky čemuž mohla být reálná vzdálenost jeho tratě závodu oproti jeho soupeřům kratší až o několik desítek metrů. Například na Olympiádě 1972 v závodě na 5000 m Virén uběhl oproti Stevu Prefontainovi o 40 m kratší vzdálenost, neboť Prefountaine častokrát probíhal zatáčky po vnějším okraji první dráhy nebo je dokonce probíhal až v druhé dráze. Této metodě šetřící metry při závodě navíc se říká „napočítávání oblouků (zatáček)“ (angl. „bend (curve) mathematics“. 

### Olympijské hry 1976 v Montrealu

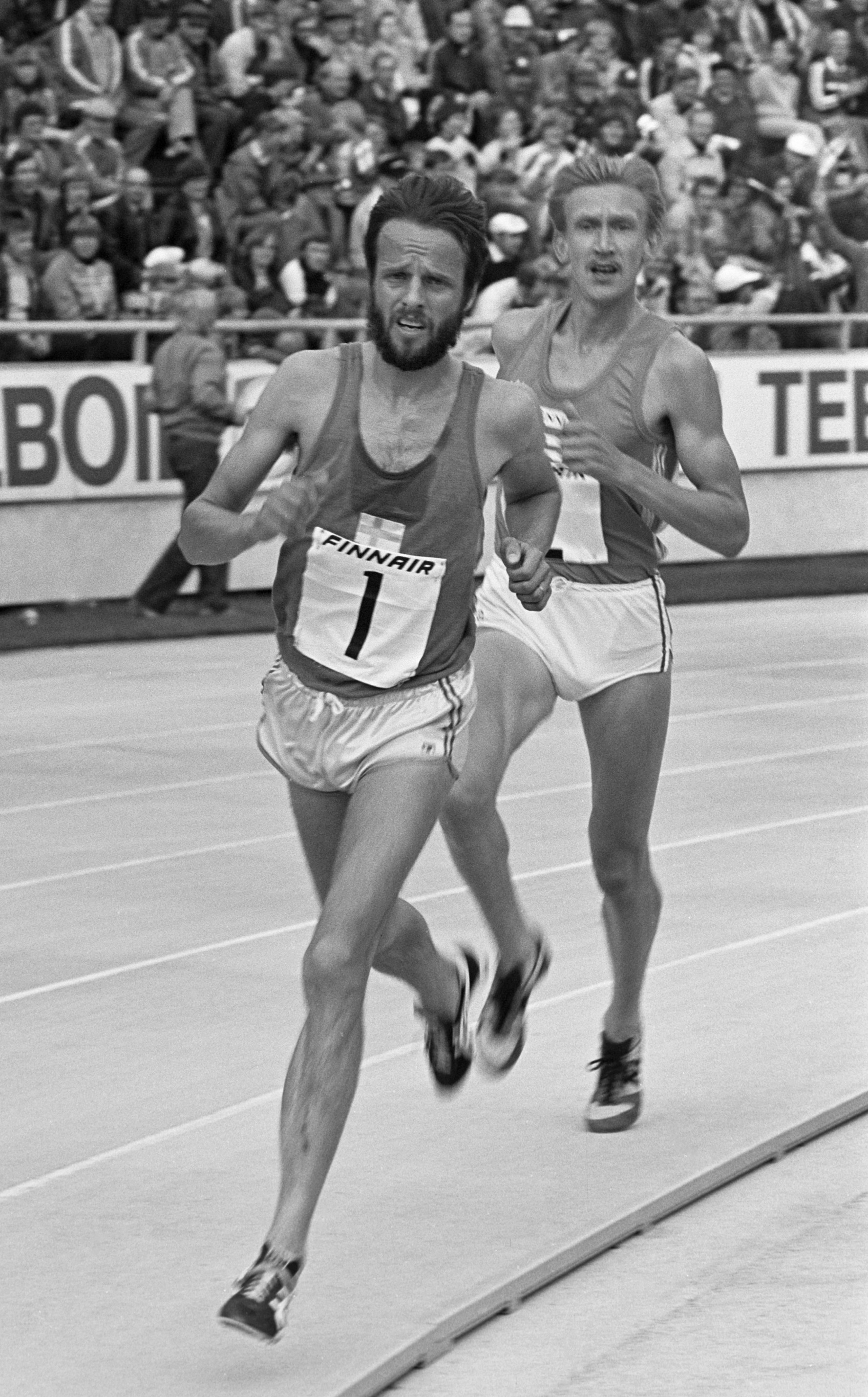
Lasse Virén na Olympiádě 1980 v Moskvě

V období mezi Olympijskými hrami 1972 a 1976 nebylo téměř možno Viréna spatřit na běžecké scéně, neboť v té době běhal na nízké úrovni. Avšak i přesto se mu podařilo opět zvítězit na Olympijských hrách 1976 v Montréalu a to jak na trati 5000 m, tak i na trati 10 000 m, čemuž se následně začalo říkat „dvojitý double“ (angl. „double double“). Taktéž se stal prvním běžcem na světě, který na olympijských hrách celkem dvakrát zvítězil v běhu na 5000 m (poté jej následoval pouze Mo Farah, který zvítězil v roce 2012 a 2016). Na 10 000m trati zvítězil poměrně snadno, protože jeho velký konkurent Brendan Foster po 8000 m už nedokázal dál snášet nepatrně zvyšující tempo vedoucího Carlose Lopese a začal zaostávat za skupinou. V posledním kole zase Lopes už nedokázal odpovědět na další navýšení tempa, které bylo nyní velice drastické, a Virén jej předběhl několik desítek metrů před náběhem do posledního kola, kde si již udržel vedoucí pozici a zvítězil nad Lopesem o 4,79 s.
Po doběhnutí závodu na 10 000 m si na znak svého vítězství sundal své běžecké boty Runspark značky Onitsuka Tiger (ASICS) a zamával s nimi jásajícímu davu na stadionu. Za tento čin jej Mezinárodní olympijský výbor nařknul ze zlého úmyslu, neboť při tomto aktu vítězství bylo možno na botách vidět logo výrobce, avšak Virén toto vše vysvětloval tím, že měl pouze puchýře. I přesto jej však Mezinárodní olympijský výbor vyloučil z účasti ve finále běhu na 5000 m, do kterého se již úspěšně kvalifikoval. Na toto rozhodnutí však bylo vysláno odvolání a dvě hodiny před startem přišlo vyrozumění, že se smí závodu zúčastnit.
Ve finále běhu na 5000 m se držel ve vedoucí skupině společně s tehdejšími hvězdnými běžci, kterými byli například Dick Quax, Rod Dixon nebo Brendan Foster. V tomto závodě Virén předvedl strhující výkony v posledních kolech. Jeho posledních 1500 m se stalo velice motivujících pro všechny sledující, neboť zde předvedl takový výkon, jaký by mu ve finále běhu na 1500 m na těchto Olympijských hrách přinesl celkově osmé místo. Všichni čtyři nejlepší běžci proběhli cílovou čarou ve stísněných šesti metrech, což je pro takto prestižní závody neobvyklé. 
Virén na těchto Olympijských hrách běžel svůj první maraton, ve kterém se umístil na pátém místě v čase 2:13:11 s. Na těchto hrách se pokoušel napodobit vítězství Emila Zátopka na tratích 5000 metrů, 10 000 metrů a v maratonu, ve kterých československý běžec zvítězil během Olympiády 1952 v Helsinkách. Virén na těchto hrách běžel svůj první maraton v životě, který absolvoval následující den po finále v běhu na 5000 m, a doběhl na páté pozici v čase 2:13:11 s. V porovnání s ostatními atlety (Ron Clarke, Mamo Wolde a Naftali Temu), kteří se pokusili o tutéž trojkombinaci, měl virénův výsledek nejblíže k vítězství.

### Olympijské hry 1980 v Moskvě
Do finále v běhu na 10 000 m se dostal ze čtvrté pozici v kvalifikačním kole v čase 28:45 s, který byl v porovnání s jeho předešlými výkony podprůměrný. Virén se umístil na automatické finálové pozici pouze díky náhlému zkolabování Johna Treacyho, kterého během závodu skolil úpal. Kdyby se tak nestalo, tak by i přesto Virén postoupil do finále, ale jako nejlepší z poražených. Až do posledních 300 m stále dorážel na vedoucí skupinu, dokud Miruts Yifter náhle nezvýšil tempo, které již nemohl Virén udržel a nakonec začal za skupinou zaostávat. Někteří lidé tvrdí, že by Virén mohl během Olympiády 1980 předvést mnohem kvalitnější výkony, pokud by se jeho tréninkový program tolik neskládal z trénování na maraton. Na druhou stranu Virén zase tvrdí, že kdyby si krátce před Olympiádou nezranil nohu, tak by mohl podat mnohem lepší výkony. Další zdroj pak předkládá vysvětlení, že hlavní příčinou Virénova neúspěchu je zanedbávání regenerace během jeho celoměsíčního vytrvalostní přípravy v Kolumbii a na Kanárských ostrovech, která byla součástí přípravy na Olympiádu v Moskvě, neboť si s sebou nepozval sportovního maséra, který by mohl po náročných tréninzích uvolnit unavené nohy. To dále vedlo ke zatuhnutí nohou během rychlostní přípravy na Olympiádu, což vyústilo v neefektivnost tréninků, zranění levé nohy a v nízkou maximální rychlost. Namísto toho, aby závodil v běhu na 5000 metrů, si Virén raději vybral olympijský maraton, ve kterém si zpočátku vedl poměrně dobře a po 20 kilometrech se držel ve vedoucí skupině, avšak kvůli žaludečním potížím začínal před 30. kilometru zvolňovat své tempo. Na podzim roku 1980 oznámil, že ukončuje sportovní kariéru závodního běžce.

### Mezi Olympiádami
V období mezi podstoupení složité operace nohy v roce 1974 a mezi jeho dvojím vítězstvím na Olympijských hrách 1976 obsadil na mistrovství Evropy třetí pozici v běhu na 5000 m, ve kterém v závěsu za Brendanem Fosterem doběhl v čase 13:24,57. O dva dny později se mu dokonce podařilo v závodě na 5000 m v Helsinkách zvítězit na stejné distanci, ve které časem 13:26,0 porazil Anderse Gärderuda. Dalšího závodu se Virén účastnil už tři dny po závodě v Helsinkách a opět se zde střetl s Brendanem Fosterem, nyní však v závodě v běhu na 2 míle (3,2 km) konaného při Coca – Cola mezinárodním mítinku v Selhurst Park v Londýně. Foster z tohoto závodu vyšel vítězně a Virén závod dokončil na čtvrtém místě pouze 0,06 sekund za druhým nejlepším běžcem. Svůj nejrychlejší čas v běhu na 10 000 m pro sezónu 1974 si Virén zaběhl na sportovním klání konaného 21. srpna mezi Finskem a Sovětským svazem, ve kterém si Virén připsal čas 28:22,8 s.
V závodech pořádaných mimo olympiádu se Virénovi podařilo vytvořit nové světové rekordy v bězích na 2 míle a na 5000 m. Nový světový rekord v běhu na dvě míle nastolil 14. srpna roku 1972 v čase 8:14,0 s a v běhu na 5000 m 14. září roku 1972 v čase 13:16,4. Oba tyto rekordy jsou velice podobné výkonům podaným na Olympiádě 1972.
Větších závodních úspěchů z roku 1972 v závodech nezahrnujících Olympiádu Virén dosáhl v běhu na 5000 m než na 10 000 m. Byl schopen zaběhnout 5000m trať pod 13:36 s a následně pokořil i čas 13:30 s. Na 10 000m distanci dokázal zaběhnout čas pouze pod 28 minut.
Roku 1979 se zúčastnil závodu letní mezinárodní série konané na Novém Zélandu, kde právě probíhala jeho vytrvalostní příprava na Olympiádu 1980 v Moskvě.
Do roku 2012 se každoročně pořádal běžecký závod Lasse Virén 20K (původně „the Lasse Virén Finnish Invitational“), který vedl kaňonem Sycamore částí Státního parku Mugu v Kalifornii poblíž Malibu. Tento závod byl založen roku 1977 finským malířem Einem.
Po ukončení své sportovní kariéry se ve Finsku stal velice známou osobností a v letech 1999 – 2007 a 2010 – 2011 mu bylo dokonce i přiděleno křeslo ve Finském parlamentu, ve kterém zasedal za Národní koaliční stranu. V roce 2011 už nestál o znovuzvolení do Parlamentu.
V roce 2014 byl uveden do Síně slávy IAAF – jako třetí finský běžec po Paavo Nurmim (2012) a Hannesi Kolehmainenovi (2013).

## Lasse Virén a Československo
Lasse Virén startoval v Praze už na mezistátním atletickém utkání s Československem v roce 1970, kde dokonce vytvořil svůj osobní rekord v běhu na 10 000 metrů – 29:15,8. Především si však oblíbil starty na někdejším Běhu Rudého práva, který byl ve své době prestižním pražským silničním během s dobrou mezinárodní účastí. Lasse Virén v tomto běhu zvítězil v letech 1971, 1972, 1976 a 1977. V roce 1973 byl třetí, v roce 1977 druhý, v roce 1980 skončil na 27. místě. Zranění a pokles formy mu však znemožnily účast na pražském atletickém mistrovství Evropy v roce 1978. Na Běh Rudého práva přijel ještě v roce 1983, tedy na samém sklonku své atletické dráhy – a obsadil 17. místo. Do Prahy přijel 63letý Lasse Virén také v roce 2012, kdy tu 27. července odstartoval Zlatý maraton Emila Zátopka, pořádný při příležitosti 60. výročí Zátopkova trojnásobného triumfu na olympijských hrách v Helsinkách v roce 1952.

## Osobní rekordy Lasseho Viréna
- 1500 m 3:41,8 (Lappeenranta 26.6.1976)
- 1 míle 4:01,6 (Vammala 19.8.1976)
- 2000 m 5:08,6 (Riihimäki 21.9.1972)
- 3000 m 7:43,2 (Oulu 27.7.1972)
- 2 míle 8:14,0 (Stockholm 14.8.1972)
- 3 míle 12:51,6+ (Helsinky 14.9.1972, mezičas v běhu na 5000 m 13:16,3)
- 5000 m 13:16,3 (Helsinky 14.9,1972, naměřeno 13:16,3, zaokrouhleno na 13:16,4)
- 6 mil 26:57,8+ (Oslo 3.8.1972, mezičas v běhu na 10 000 m 27:52,4)
- 10 000 m 27:38,35 (Mnichov 3.9.1972)
- 20 000 m 1:01:25,0 (Colombes 2.10.1971)
- hodinovka 19 500 metrů (Colombes 2.10.1971, dosaženo v průběhu závodu na 20 000 metrů)
- maraton 2:13:10,8 (Montreal 31.7.1976)

## Světové rekordy Lasseho Viréna
- 2 míle, 8:14,0, Stockholm 14.8.1972. První světový rekord Lasseho Viréna. Dosáhl ho v přímém souboji s držitelem dosavadního světového rekordu (8:17,8 z roku 1971), Belgičanem Emielem Puttemansem. Virénův mezičas na 3000 metrech byl 7:43,6. Pod hranici svého starého světového rekordu běžel i Puttemans (8:17,2), třetí byl Švéd Anders Gärderud ve švédských rekordech na 3000 m (7:47,8) a 2 míle (8:20,6). Virénův světový rekord překonal v roce 1973 časem 8:13,8 britský běžec Brendan Foster.

- 10 000 metrů, 27:38,4, Mnichov 3.9.1972. Světový rekord dosažený ve finále běhu na 10 000 metrů na olympijských hrách v Mnichově. Elektronická hodnota výkonu byla 27:38,35. Rekord překonal 13.7.1973 v Londýně britský vytrvalec David Bedford (27:30,8).
- 5000 metrů, 13:16,4, Helsinky 14.9.1972. Těsně po skončení olympijských her v Mnichově zlepšil Virén o 0,2 sekundy světový rekord na 5000 metrů, který v roce 1965 vytvořil Australan Ron Clarke. Ruční časomíra naměřila Virénovi 13:16,3, ale čas byl v souladu s tehdy platnými pravidly pro dlouhé běhy zaokrouhlen na nejbližší horší sudou desetinu sekundy. Rekord překonal už za šest dnů Emiel Puttemans (13:13,0 v Bruselu 20.9.1972).

## Nejlepší výkony Lasseho Viréna

### 5000 m
| výkon    | pořadí | místo    | datum     | závod              | rekord            |
| -------- | ------ | -------- | --------- | ------------------ | ----------------- |
| 13:16,3  | 1      | Helsinky | 14.9.1972 |                    | světový rekord    |
| 13:19,0  | 1      | Helsinky | 25.7.1972 |                    | finský rekord     |
| 13:24,57 | 3      | Řím      | 8.9.1974  | mistrovství Evropy |                   |
| 13:24,76 | 1      | Montreal | 30.7.1976 | olympijské hry     |                   |
| 13:24,78 | 1      | Turku    | 2.7.1976  |                    |                   |
| 13:26,0  | 1      | Helsinky | 10.9.1974 |                    |                   |
| 13:26,42 | 1      | Mnichov  | 10.9.1972 | olympijské hry     | olympijský rekord |
| 13:28,0  | 5      | Helsinky | 27.6.1973 |                    |                   |
| 13:28,8  | 2      | Helsinky | 30.7.1978 |                    |                   |
| 13:29,8  | 1      | Helsinky | 22.8.1971 |                    |                   |

### 10 000 m
| výkon    | pořadí     | místo    | datum     | závod                | rekord         |
| -------- | ---------- | -------- | --------- | -------------------- | -------------- |
| 27:38,35 | 1          | Mnichov  | 3.9.1972  | olympijské hry       | světový rekord |
| 27:40,38 | 1          | Montreal | 26.7.1976 | olympijské hry       |                |
| 27:42,95 | 1          | Helsinky | 23.6.1976 |                      |                |
| 27:50,56 | 5          | Moskva   | 27.7.1980 | olympijské hry       |                |
| 27:52,4  | 1          | Oslo     | 3.8.1972  |                      | finský rekord  |
| 28:04,41 | 4 (rozběh) | Mnichov  | 31.8.1972 | olympijské hry       |                |
| 28:04,69 | 12         | Brusel   | 4.9.1979  | memoriál Van Dammeho |                |
| 28:10,95 | 4          | Helsinky | 9.7.1980  |                      |                |
| 28:11,4  | 1          | Helsinky | 30.8.1975 |                      |                |
| 28:11,8  | 8          | Helsinky | 29.6.1978 |                      |                |

## Lasse Virén v atletických tabulkách své doby

### světové tabulky v běhu na 5000 m mužů v roce 1972
| výkon   | atlet                                 | pořadí | místo    | datum     |
| ------- | ------------------------------------- | ------ | -------- | --------- |
| 13:13,0 | Emiel Puttemans (Belgie), 1947        | 1      | Brusel   | 20.9.1972 |
| 13:16,4 | Lasse Virén (Finsko), 1949            | 1      | Helsinky | 14.9.1972 |
| 13:17,2 | Dave Bedford (Velká Británie), 1949   | 1      | Londýn   | 14.7.1972 |
| 13:19,8 | Ian McCafferty (Velká Británie), 1944 | 2      | Londýn   | 14.7.1972 |
| 13:22,4 | Gianni Del Buono (Itálie), 1943       | 1      | Řím      | 13.9.1972 |
| 13:22,8 | Steve Prefontaine (USA), 1951         | 1      | Eugene   | 9.7.1972  |
| 13:24,2 | Ian Stewart (Velká Británie), 1949    | 3      | Londýn   | 14.7.1972 |
| 13:26,0 | Mariano Haro (Španělsko), 1940        | 4      | Londýn   | 14.7.1972 |
| 13:26,4 | Javier Alvárez (Španělsko), 1943      | 1      | Oslo     | 19.7.1972 |
| 13:27,4 | Mohammed Gammoudi (Tunisko), 1938     | 2      | Mnichov  | 10.9.1972 |

### dlouhodobé světové tabulky v běhu na 5000 m mužů k 31.12.1972
| výkon   | atlet                                 | pořadí | místo           | datum      |
| ------- | ------------------------------------- | ------ | --------------- | ---------- |
| 13:13,0 | Emiel Puttemans (Belgie), 1947        | 1      | Brusel          | 20.9.1972  |
| 13:16,4 | Lasse Virén (Finsko), 1949            | 1      | Helsinky        | 14.9.1972  |
| 13:16,6 | Ron Clarke (Austrálie), 1937          | 1      | Stockholm       | 5.7.1966   |
| 13:17,2 | Dave Bedford (Velká Británie), 1949   | 1      | Londýn          | 14.7.1972  |
| 13:19,8 | Ian McCafferty (Velká Británie), 1944 | 2      | Londýn          | 14.7.1972  |
| 13:22,4 | Gianni Del Buono (Itálie), 1943       | 1      | Řím             | 13.9.1972  |
| 13:22,8 | Ian Stewart (Velká Británie), 1949    | 1      | Edinburgh       | 25.7.1970  |
| 13:22,8 | Steve Prefontaine (USA), 1951         | 1      | Eugene          | 9.7.1972   |
| 13:24,2 | KIpchoge Keino (Keňa), 1940           | 1      | Auckland        | 30.11.1965 |
| 13:24,8 | Harald Norpoth (SRN), 1942            | 1      | Kolín nad Rýnem | 7.9.1966   |

### světové tabulky v běhu na 10 000 m mužů v roce 1972
| výkon   | atlet                               | pořadí     | místo    | datum     |
| ------- | ----------------------------------- | ---------- | -------- | --------- |
| 27:38,4 | Lasse Virén (Finsko), 1949          | 1          | Mnichov  | 3.9.1972  |
| 27:39,6 | Emiel Puttemans (Belgie), 1947      | 2          | Mnichov  | 3.9.1972  |
| 27:41,0 | Miruts Yifter (Etiopie), 1944       | 3          | Mnichov  | 3.9.1972  |
| 27:48,2 | Mariano Haro (Španělsko), 1940      | 4          | Mnichov  | 3.9.1972  |
| 27:51,4 | Frank Shorter (USA), 1947           | 5          | Mnichov  | 3.9.1972  |
| 27:52,4 | Dave Bedford (Velká Británie), 1949 | 1          | Londýn   | 15.7.1972 |
| 27:54,8 | Mohammed Gammoudi (Tunisko), 1938   | 1 (rozběh) | Mnichov  | 31.8.1972 |
| 28:03,8 | Gaston Roelants (Belgie), 1937      | 1          | Brusel   | 5.8.1972  |
| 28:05,2 | Rašid Šarafetdinov (SSSR), 1943     | 1          | Moskva   | 18.7.1972 |
| 28:07,8 | Pavel Andrejev (SSSR), 1944         | 2          | Augsburg | 23.6.1972 |

### dlouhodobé světové tabulky v běhu na 10 000 m mužů k 31.12.1972
| výkon   | atlet                               | pořadí     | místo      | datum     |
| ------- | ----------------------------------- | ---------- | ---------- | --------- |
| 27:38,4 | Lasse Virén (Finsko), 1949          | 1          | Mnichov    | 3.9.1972  |
| 27:39,4 | Ron Clarke (Austrálie), 1937        | 1          | Oslo       | 14.7.1965 |
| 27:39,6 | Emiel Puttemans (Belgie), 1947      | 2          | Mnichov    | 3.9.1972  |
| 27:41,0 | MIruts Yifter (Etiopie), 1944       | 3          | Mnichov    | 3.9.1972  |
| 27:47,0 | Dave Bedford (Velká Británie), 1949 | 1          | Portsmouth | 10.7.1971 |
| 27:48,2 | Mariano Haro (Španělsko), 1940      | 4          | Mnichov    | 3.9.1972  |
| 27:51,4 | Frank Shorter (USA), 1947           | 5          | Mnichov    | 3.9.1972  |
| 27:52,8 | Juha Väätäinen (Finsko), 1941       | 1          | Helsinky   | 10.8.1971 |
| 27:53,4 | Jürgen Haase (NDR), 1945            | 2          | Helsinky   | 10.8.1971 |
| 27:54,8 | Mohammed Gammoudi (Tunisko), 1938   | 1 (rozběh) | Mnichov    | 31.8.1972 |

## Lasse Virén v ročních žebříčcích (world rankings) časopisu Track & Field News

### celkové pořadí (muži)
| rok  | pořadí   |
| ---- | -------- |
| 1972 | 1. místo |
| 1976 | 5. místo |

### 5000 m
| rok  | pořadí   |
| ---- | -------- |
| 1972 | 1. místo |
| 1974 | 5. místo |
| 1976 | 1. místo |

### 10 000 m
| rok  | pořadí   |
| ---- | -------- |
| 1972 | 1. místo |
| 1973 | 7. místo |
| 1974 | 9. místo |
| 1976 | 1. místo |
| 1980 | 8. místo |

### maraton
| rok  | pořadí   |
| ---- | -------- |
| 1976 | 7. místo |